# Абатство Тре Фонтане
Абатство Тре Фонтане (на италиански: Abbazia delle Tre Fontane) е трапистко абатство, което се намира на предполагаемото място на мъченическата смърт на апостол Павел. Апостолът е екзекутиран далече извън градските стени на Рим; в наши дни мястото е в близост до Laurentina – крайна станция на Линния Б на римския метрополитен.

## История

### Предистория
Долината, в която е разположено абатството, има две исторически названия: „Акви Салви“ (на латински: Acque Salvie – в превод „здрави води“) и „Кампо ди Ероде“ (на латински: Campo di Erode – „лагерът на Ирод“). Вторият топоним се обяснява с това, че по времето на император Нерон тук се намирали извънградската къща на Ирод Агрипа II. Названието „Акви Салви“ се свързва с намиращите се в долината минерални извори, както и с фамилията на местните земевладелци Салви. Топонимът „Акви Салви“ се запазва в течение на цялото Средновековие и като наименование на самия манастир – на латински език името на абатството е Abbatia trium fontium ad Aquas Salvias.
Църковните предания свързват мястото на което е изградено абатството със смъртта на апостол Павел на 29 юни 65 г. или 67 г. Според тях, отсечената глава на апостола три пъти се удря в земята; на мястото на тези удари бликват три извора, които дават името на манастира (на италиански: Tre Fontane – буквално се превежда като „трите извора“). Най-ранните документи, в които се съдържа този разказ, са съчинението „Деянията на Петър и Павел“ (V век) и едно писмо на папа Григорий Велики до дякон Феликс от 604 г. На същото място на 9 юни 298 г. са екзекутирани заради християнските им убеждения и Свети Зенон и 10203 римски легионери.

### Гръко-арменски манастир
Первите писмени източници за създаването на манастир в Акви Салви са от средата на VI век. Равенският екзарх Нарсес построява тук гръцки манастир с църква, посветен на Свети Павел. През VII век в манастира се заселват гръцки и арменски монаси, бягащи от завладяната от арабите Киликия. Византийският император Ираклий предава на манастира мощите на мъченика Анастасий Персиянин, убит през 628 г. За присъствието в Акви Салви на арменски монаси се споменава чак до началото на XIV век.
През 649 г. сред участниците в Римския събор, свикан от папа Мартин I се споменава и „почтеният игумен Георгий от киликийския манастир, издигнат в Акви Салви“. През следващата 650 г. в каталога De locis sanctis Martyrum, съдържащ спъсък на гробниците на християнски мъченици, се споменава и манастира Акви Салви, „в който се пази главата на Свети Анастасий, и където е бил обезглавен Свети Павел“.

### Цистерциански манастир
Към 1140 г. манастирът е изоставен. Възможна причина за това е лошият климат: по време на ранното Средневековие околностите на манастира са заблатени, а маларията е бич за местното население чак до началото на XX век.
През 1140 г. папа Инокентий II предава манастира на цистерцианците в знак на признателност към техния духовен лидер Бернар от Клерво за поддръжката му в борбата против антипапа Анаклет II. През 1138 г. св. Бернар, извършвайки заупокойна меса в манастирската църква, получава видение, в което вижда стълба, по която ангели възнасят от чистилището на небето душите на починалите. На това място е построена църквата „Санта Мария Скала Чели“ (на италиански: Santa Maria Scala Coeli), която е преустроена в сегашния си вид през 1582 – 1584 г.
През 1145 първият цистерциански абат на манастира – Бернардо Паганели е избран за папа под името Евгений III, и става първият папа-цистерцианец. Знаейки за нездравия климат в обителта, папата позволява на монасите да прекарват летните месеци в Неми. Строителството на манастира продължава и по времето на папа Александър III, се споменават три манастирски църкви – „Сан Анастасио“, „Санта Мария Скала Чели“ и „Сан Паоло але Тре Фонтане“.
ПРрез 1221 г. строителството на „Сан Анастасио“ е завършено и църквата е осветена от папа Хонорий III. Тя е запазена и до наши дни в първоначалния си вид. През 1370 г. в нея са пренесени мощите на свети Викентий Сарагоски, след което, църквата получава сегашното си наименование – „Санти Винченцо е Анастасио“. Скоро след това мощите на свети Анастасий са откраднати, впоследствие са открити случайно в ризницата на църквата Санта Мария ин Трастевере и през 1418 г. са върнати в абатството.
През XIV век абатството е в разцвет и основава пет „дъщерни“ манастира, след което започва продължителен период на упадък. През 1418 г. папа Мартин V предава абатството в управление in commendam, лишавайки по този начин абата от възможност да управлява манастирското имущество. Сред дългия списък от комендатори могат да се споменат двама: Алесандро Фарнезе и Пиетро Алдобрандини. При първия е пруестроена в сегашния си вид църквата „Санта Мария Скала Чели“ (1582 – 1584), при втория – цъквата „Сан Паоло але Тре Фонтане“ (1599 – 1601). Сред абатите-цистерцианци се откроява Фердинандо Угели (1595 – 1670), църковен историк, автор на книгата „Italia sacra“.
След присъединяването на Папската държава към Френската империя през 1808 г. цистерцианците са принудени да напуснат абатството. След възстановяване на светската власт на папите, абатство Тре Фонтане остава изоставено. През 1826 г. папа Лъв XII с изрична була предава абатството на францисканците-минорити, но и те не успяват да възстановят монашеския живот в манастира, заради върлуващата малария.

### Възстановяване от трапистите
През 1855 г. папа Пий IX предлага на трапистите да възстановят абатството, но стойността на възстановителните работи се оказва непосилна за ордена. През 1867 г., обявена за юбилейна във връзка с 1800-годишнината от мъченическата смърт на апостолите Петър и Павел, папата отново предлага на трапистите да възстановят абатството. Финансова помощ помощ за възстановяването предлагат и местни благородници. С була от 21 април 1868 г. Пий IX предава абатството Тре Фонтане на ордена на трапистите. Освен с реставрация на манастирските сгради, монасите се заемат и с рекултивация на околната местност и започват пресушаване на блатата и направата на дренажи.
С цел оздравяване на местността трапистите започват за засаждат в цялата околност евкалиптови дървета, известни със своите свойства да побеждават маларията. Именно евкалиптите изиграват решаваща роля за запазването на манастира след присъединяването на Папската държава към Кралство Италия. Абатство Тре Фонтане не само че не е подложено на секуларизация, а тъкмо обратното – на трапистите е позволено да придобият в собственост от държавата поземлен имот от около 450 хектара. Едно от съществените условия на договора е задължението поето от трапистите, да посадят в имота не по-малко от 125 000 евкалиптови дървета. В началото на XX век работите по рекултивация на терена са завършени и маларията в района е окончателно ликвидирана.

## Архитектура

### Църква „Сан Паоло але Тре Фонтане“
Църквата е построена на предполагаемото място където е екзекутиран апостол Павла. Според църковното предание, отсечената глава на апостола три пъти се удря в земята и на тези места бликнали три извора. Църквата е основно преустроена в сегашния си вид през 1599 – 1601 г., по проект на Джакомо дела Порта, със средства предоставени от кардинал Пиетро Алдобрандини, комендатор на абатството и един от непотите на папа Климент VIII.
Църквата представлява еднокорабна базилика. През 2010 г. „Сан Паоло але ТреФонтане“ е възведена от папа Бенедикт XVI в титулярна дякония. Кардинал-дякон на „Сан Паоло але ТреФонтане“ от 2010 г. е кардинал Мауро Пиаченца.

### Църква „Санта Мария Скала Чели“
Църквата епостроена на място, където според преданието са станали две важни за християните събития:
- смъртта на Свети Зенон и 10 203 римски воиници християни на 9 юни 298 г., и
- видението на Свети Бернар от Клерво през 1138 г.

В сегашния си вид църквата е основно преустроена през 1582 -1584 г. по проект на Джакомо дела Порта, със средство на кардинал Алесандро Фарнезе, комендатор на абатството. По план църквъта представлява осмоъгълник с три апсиди.

### Църква „Санти Винченцо е Анастасио“
От трите църкви в манастирския комплекс, Санти Винченцо е Анастасио е най-старата: за нея се споменава за пръв път през 1161 г., и е осветена пред 1221 г. от папа Хонорий III. Първоначално е посветена само на Свети Анастасий Персиянин, чиито мощи се пазят в манастира още от времето на византийския император Иракли. След като през 1370 г. в църквата са донесени част от мощите на Свети Векентий Сарагоски, църквата е посветена на двамата светци. След възстановяването на манастира от трапистките монаси, тя става основна църква на абатството.
В план църквата представлява трикорабна базилика с една апсида и трансепт, в който са разположени четири странични капели.

### Арка на Карл Велики
Разположено в необитаема местност, абатството Тре Фонтане първоначално е заобиколено от фортификационни съоръжения, остатъци от които могат да се видят и в наши дни. Единственият напълно запазен елемент от абатските укрепления е арката на Карл Велики, чрез която се осъществява достъпът в манастирския комплекс.
Арката на Карл Велики е построена през XIII век. Наречена е така, тъй като свода и вътрешните и стени са били тогава изрисувани с цикъл от фрески, разказващи историята на предаването през 805 г. от Карл Велики и Лъв III на манастира на поземлени владения в Тоскана. Фреските са изгубени, но акварели с техните изображения се пазят във Ватиканската апостолическа библиотека.

## Икономика
В наши дни монасите подпомагат издръжката на абатството с продукти от манастирското стопанство, които се продават в магазина към абатството: зехтин, мед, шоколад, трапистка бира – „Tre Fontane“, евкалпитов ликьор, различни други видове ликьори, грапа, лешников крем, сирене, вино и др.

## Съвременен статут
Днес абатството е действащ католически манастир, член на Ордена на цистерцианците на строгото спазване (Ordo Cisterciensis Strictioris Observantiae). Абат от 1996 г. е Джакомо Бриере.